# Caetra
Die Caetra (auch cetra) war ein Buckler (Faustschild), der von den leichten Truppen iberischer Krieger von ca. 300 v. Chr. bis 100 n. Chr. geführt wurde, auch von Afrikanern, Spaniern und den alten Briten. Er gab den Speerkämpfern, die diese Schilder führten, den Namen: Caetrati. Abbildungen sind auf Vasen oder als Skulpturen erhalten.

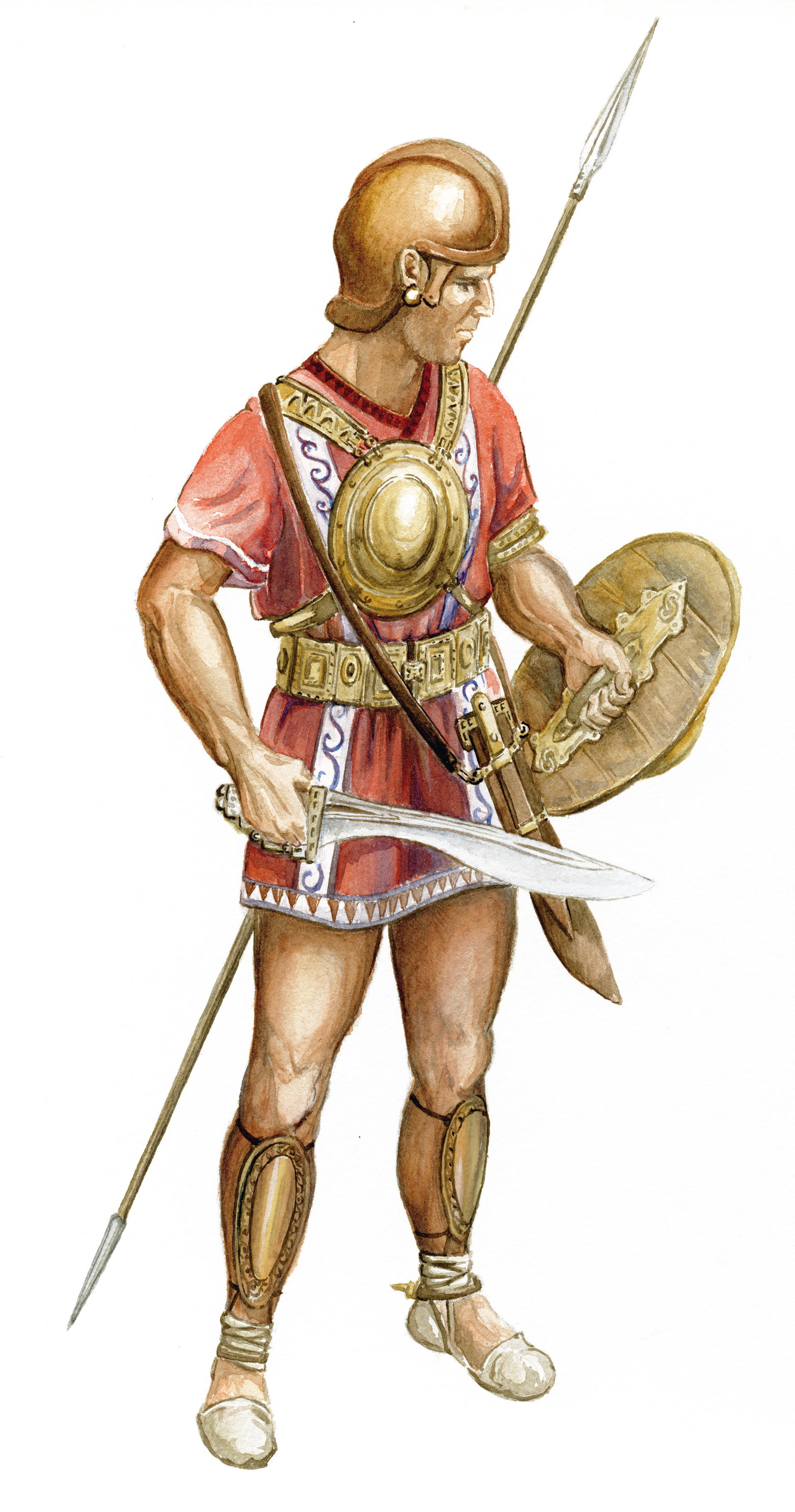
Iberischer Krieger mit Faust-Schild (Museo de Prehistoria de Valencia)

## Beschreibung
Dieser Schild hatte einen Durchmesser von 30 bis 40 cm. Nach der Handschrift Glossar von Épinal, handelte es sich um ein Schild aus geflochtenem Leder ohne Holz, den die Afrikaner hatten.
Es verfügte über einen Schildbuckel aus Bronze sowie einen Griff auf der Innenseite.
Verwendet wurde die Caetra v. a. von Leichtbewaffneten; nicht unbedingt in einer offenen Schlacht, sondern oft gegen Partisanen im eigenen Land.

## Geschichte
Belegt ist die Existenz dieses Schildes bis ins 5. Jahrhundert v. Chr. Die Caetra entstand im Südwesten der Iberischen Halbinsel und verbreitete sich in der Antike über das ganze Land. Auch in Nordafrika und in Britannien war sie in der Antike ein beliebter Schild. Mit Caetraschilden bewaffnete Krieger kämpften auch als Söldner im Zweiten Punischen Krieg auf der Seite Hannibals.